# Rhizoecus rumicis
Rhizoecus rumicis är en insektsart som först beskrevs av William Miles Maskell 1892.  Rhizoecus rumicis ingår i släktet Rhizoecus och familjen ullsköldlöss. Inga underarter finns listade i Catalogue of Life.